# Meristina
Meristina is een monotypisch geslacht van uitgestorven brachiopoden, dat voorkwam in het Midden-Siluur.

## Beschrijving
Deze 4,5 centimeter lange brachiopode kenmerkt zich door de driehoekige tot ronde, sculptuurloze kleppen, die vaak langer dan breed zijn. De brede, lage plooi op de armklep stemt overeen met een vergelijkbare sulcus (verdiept gedeelte van het buitenoppervlak) op de steelklep. De sterk teruggekromde wervels van beide kleppen bedekken de steelopening bij grote exemplaren. Het geslacht bewoonde ondiepe wateren.